# Yongin Daejanggeum Park
Yongin Daejanggeum Park (hangul: 용인 대장금 파크) é um set de filmagens ao ar livre localizado na cidade de Yongin, na província de Gyeonggi, Coreia do Sul, e pertence à Munhwa Broadcasting Corporation. Construído em 2005, foi aberto para turistas pela primeira vez em 2011. Compreende uma área total de 2.500.000 m². Seu nome foi criado a partir das palavras "drama" e "utopia". Séries televisivas como Moon Embracing the Sun, Dong Yi e Queen Seondeok foram gravadas nesse local. O complexo apresenta sets permanentes imitando construções dos Três Reinos da Coreia, Goryeo e Joseon, e funciona como um centro interativo para o hallyu.

## Lista de séries de televisão
Os seguintes dramas foram filmados em MBC Dramia:
- Gu Family Book (2013)
- Hur Jun (2013)
- The King's Doctor (2012)
- Arang and the Magistrate (2012)
- Dr. Jin (2012)
- Mooshin (2012)
- Moon Embracing the Sun (2012)
- Gyebaek (2011)
- The Duo (2011)
- Dong Yi (2010)
- Queen Seondeok (2009)
- Yi San (2007)
- Jumong (2006)
- Shin Don (2005)